# Antipathella subpinnata
Antipathella subpinnata is een Antipathariasoort uit de familie van de Myriopathidae. De wetenschappelijke naam van de soort is voor het eerst geldig gepubliceerd in 1786 door Ellis & Solander.